# تینمل

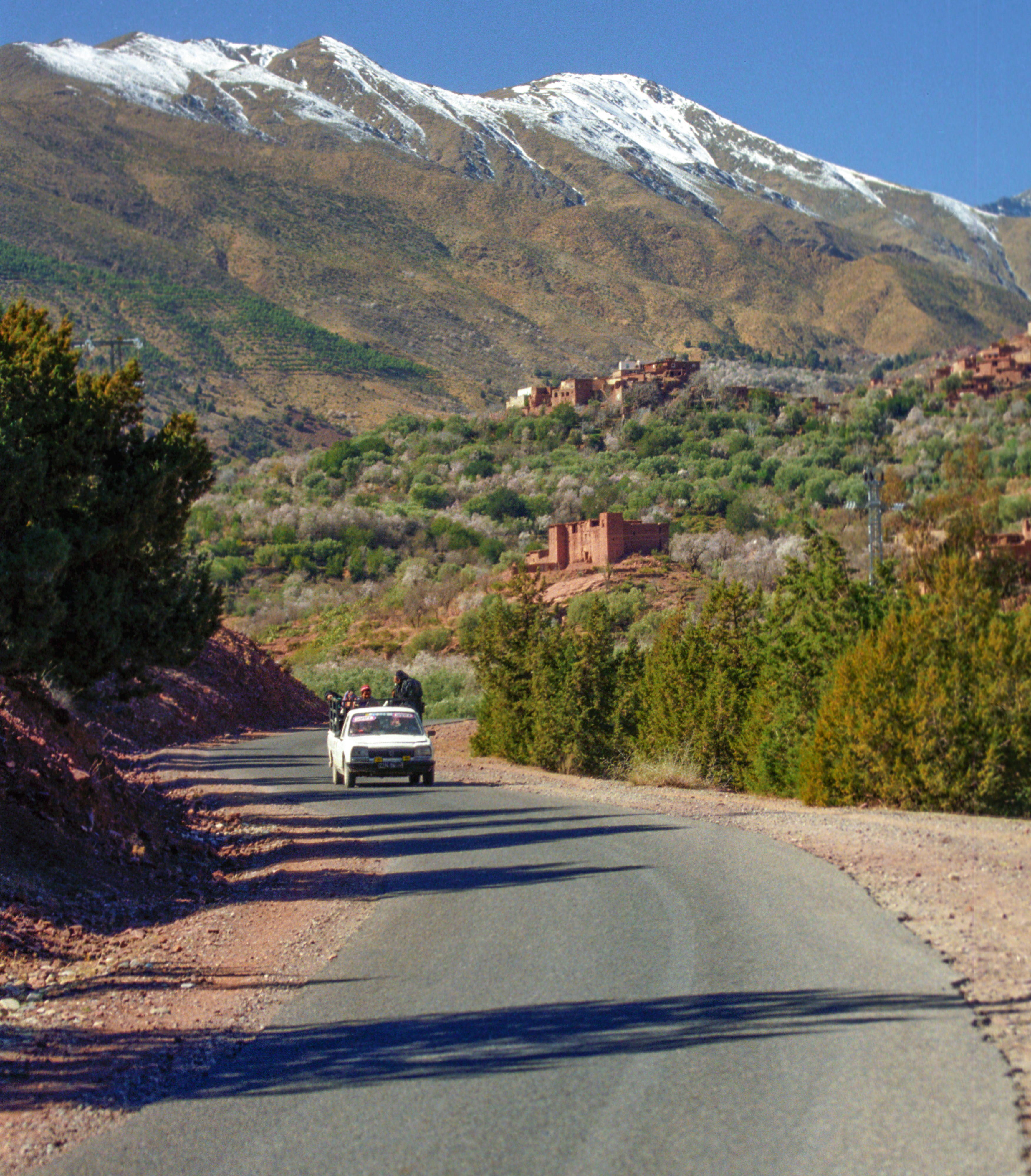
شهر تینمل

تینْمَل یکی از شهرهای کشور مراکش است.

## مشخصات
این شهر در فلاتی واقع در رشته‌کوه‌های اطلس قرار دارد. ساکنان آن از قوم بربرند.
شهر تینمل روزگاری پایگاهی برای توسعه موحدون بوده است. پیرامون این شهر را کوه‌های بلند فراگرفته‌است.